# Loch Lomond, Virginia
Loch Lomond är en ort i Prince William County i delstaten Virginia, USA.